# Brasão de armas da Dinamarca
O Brasão de Armas da Dinamarca consiste em três leões azuis coroados, acompanhados por nove corações vermelhos, todos num escudo dourado. O mais antigo conhecido uso da insígnia data de um selo usado pelo Rei Canuto VI da Dinamarca. A mais antiga documentação data de 1270. Historicamente, os leões enfrentaram algo e o número de corações não foi regulamentado e poderia ser muito mais elevado. Os historiadores acreditam que os corações foram originalmente søblade (literalmente: mar-folhas), mas que este significado foi perdido antecipadamente devido ao desgaste e, brutalmente, feitos selos que foram utilizados durante a Idade Média. Um decreto real de 1972 especifica estes números como søblade mas os dinamarqueses normalmente referem-se a eles como corações. A versão a(c)tual foi aprovada em 1819 durante o reinado do Rei Frederico VI da Dinamarca, que fixa o número de corações para nove e decretou que, na heráldica, as "bestas" eram leões. Uma rara versão existe desde o reinado do rei Érico da Pomerânia em que os três leões detêm conjuntamente a bandeira dinamarquesa, de forma parecida como no brasão de armas da antiga Jutlândia. Até 1960, a Dinamarca utilizou tanto um "pequeno" e um "grande" brasão de armas, semelhante ao sistema usado ainda na Suécia. Este último símbolo, é amplamente utilizado na administração, por exemplo, no Ministério dos Negócios Estrangeiros. Desde essa altura, o último símbolo foi classificado como o brasão de armas da família real, deixando a Dinamarca, com apenas um brasão de armas nacional, utilizado para todos os fins oficiais.
A coroa sobre o escudo é um heraldicamente uma construção baseada na coroa do Rei Cristiano V da Dinamarca, não deve ser confundida com a coroa do rei Cristiano IV da Dinamarca. A principal diferença entre as coroas reais é que esta última é coberta com uma mesa, em vez de ser cortada por diamantes e pérolas. Ambas as coroas, e outras insígnias reais, estão localizadas no Castelo Rosenborg, em Copenhaga.
O blazon em termos heráldicos é: Ou, três leões em passant pálida Azure coroado e armados Ou langued Gules, nove corações Gules.

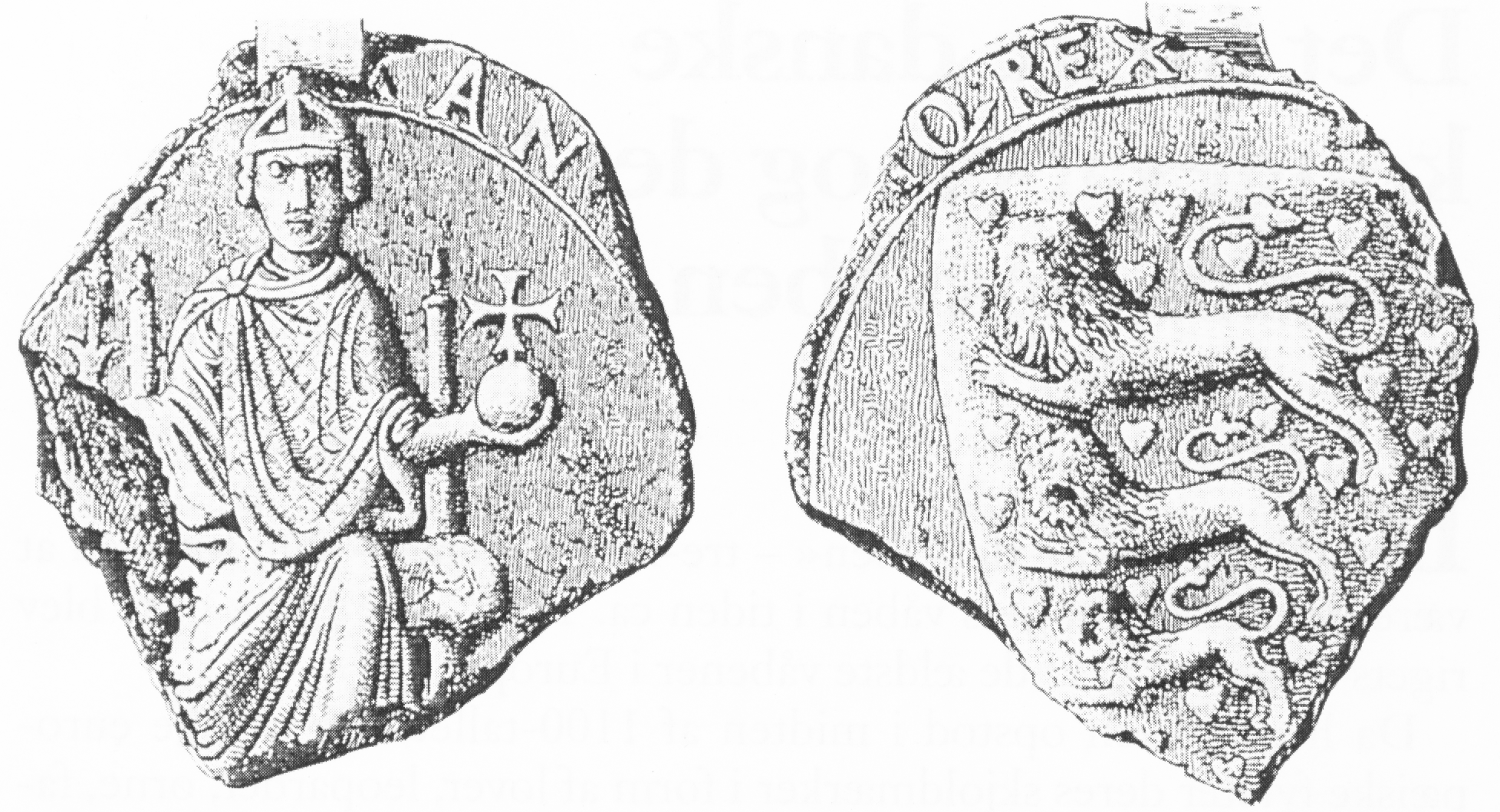
O exemplo mais antigo conhecido das armas dinamarquesas, o selo de Canuto VI da Dinamarca. O único exemplar conhecido desta insígnia foi descoberto em 1879 no Grande Arquivo Ducal de Mecklemburgo-Schwerin, Alemanha. Note-se a coroa do rei fechada, que difere das coroas abertas sobre os selos dos seus sucessores.